# Arboga, Kalifornien
Arboga är ett kommunfritt område i Yuba County i Kalifornien i USA. Det namngavs 1911 efter Arboga i Sverige av en pastor från Svenska Missionsförbundet.
Under en kort period under andra världskriget fanns här ett interneringsläger för Japaner som senare flyttade till Tule Lake.

### Fotnoter
1. ↑  ”Feature Detail Report for: Arboga” (på engelska). USGS. Arkiverad från originalet den 28 augusti 2017. https://web.archive.org/web/20170828062926/https://geonames.usgs.gov/apex/f?p=gnispq:3:::NO::P3_FID:1657942. Läst 22 mars 2015.
2. ↑  "Marysville (detention facility)" Densho Encyclopedia (hämtdatum: 22 mars 2015)